# Heidi Abel
Heidi Abel (Basilea, 21 de febrer de 1929 - Zúric, 23 de desembre de 1986) va ser una locutora i presentadora de televisió suïssa, força popular a la Suïssa alemanya.

## Biografia
Filla única d'un músic, després de graduar-se a l'Escola Femenina i de formar-se a la Kunstgewerbeschule de Basilea, va treballar primer com a operadora i locutora a Radio Basilea i a la companyia Radibus, i el 1954 fou una de les primeres presentadores de la Schweizer Fernsehen (Televisió suïssa). Durant aquells anys va moderar els programes infantils i juvenils Die Welt ist rund i Was man weiss und doch nicht kennt i una gran varietat de programes de notícies, discussió i entreteniment, com Wer häts?, Test, Heute abend in..., Heidi Abel sucht Plätze für Tiere, Karussell (1977–1982), Musik und Gäste o Telefilm. En els darrers anys, la dona més popular de la televisió suïssa va editar i moderar el programa de televisió Karambuli.
El 1965 va moderar amb Ursula von Manescul a Baden-Baden, el cinquè Festival Schlager alemany de 1965.
Heidi Abel també va treballar a la Schweizer Radio DRS al programa d'entrevistes Persönlich, a Musik für einen Gast i a Wunschkonzert. El 25 de setembre de 1986 va moderar per última vegada el programa de notícies DRS aktuell; tres mesos més tard va morir a l'edat de 57 anys de càncer de medul·la espinal.
Heidi Abel ha rebut nombrosos premis pel seu treball (un dels Premis Ondas 1958 com a millor locutora internacional, el 1976 el Premi MUT pels serveis especials per a la protecció humana, ambiental i animal, el 1983 el Premi Tele pel programa Telefilm). El 2000, Heidi Abel va ser votada per "dona televisiva del segle" per una revista de televisió.
El 1986, el llegat de Heidi Abel va establir el Fons d'Innovació de la Fundació per a Tecnologia Adaptada i Ecologia Social (SATS) de l'Ökozentrum de Langenbruck (Basilea). Té dedicat un carrer a prop de la seu de Schweizer Fernsehen a Zürich-Seebach.

## Videografia
- Tobias Wyss: Heidi Abel – eine Fernsehgeschichte. Video U-matic + Video-8, 1985. (PDF).
- Felice Zenoni: Heidi Abel – Licht und Schatten einer TV-Pionierin. SRF 1, 2019, 92 min.